# Drosophila linearidentata
Drosophila linearidentata är en tvåvingeart som beskrevs av Masanori Joseph Toda 1986. Drosophila linearidentata ingår i släktet Drosophila och familjen daggflugor.
Artens utbredningsområde är Myanmar.